# 洪堡 (伊利諾伊州波普縣)
洪堡（英語：Homberg）是位於美國伊利諾伊州波普縣的一個非建制地區。該地的面積和人口皆未知。

## 地理
洪堡的座標為37°19′31″N 88°33′07″W / 37.32528°N 88.55194°W，而該地的平均海拔高度為112米（即367英尺）。